# Elidon Qenaj
Elidon Qenaj (* 22. května 2003) je německý profesionální fotbalista, který hraje na pozici útočníka za klub 1. FC Heidenheim.

## Kariéra
Poté, co začínal v mládežnických kategoriích ve VfB Vaihingen/Enz a VfB Stuttgart, se přesunul do mládežnické sekce 1. FC Heidenheim v zimě 2020. Za svůj tým do 19 let odehrál v juniorské Bundeslize 18 zápasů, ve kterých vstřelil celkem pět gólů. Svou první profesionální smlouvu se svým klubem podepsal v květnu 2022 a 12. srpna 2022 se poprvé profesionálně objevil ve 2. Bundeslize, kdy nastoupil jako náhradník za Stefana Schimmera v 83. minutě při venkovní výhře 3:0 nad 1. FC Norimberk.
21. února Heidenheim oznámil prodloužení smlouvy do léta 2024.